# Ville San Sebastiano
Ville San Sebastiano è una frazione di 91 abitanti del comune di Borgomaro, in provincia di Imperia. Fino al 1928 fu comune autonomo.

## Storia
Storicamente seguì le vicende del capoluogo Borgomaro, quindi fu feudo in epoca medievale dei conti di Ventimiglia e al successivo ramo nobiliare dei Ventimiglia del Maro.
Già alle dipendenze della Repubblica di Genova, anche il borgo di Ville San Sebastiano passò nel 1455 tra i domini feudali dei conti Lascaris di Tenda, nel 1575 del duca Emanuele Filiberto I di Savoia (marchesato del Maro, all'interno del Ducato di Savoia) e, sul finire del XVI secolo, sotto la signoria dei Doria e ancora dei Savoia dopo la stesura della Pace di Pavia (1618).
Facente parte del Regno di Sardegna, i territori della valle del Maro e quindi anche la costituita municipalità di Ville San Sebastiano confluirono tra il 1801 e il 1803 nella Repubblica Ligure andando a costituire il II cantone di Val di Maro nella Giurisdizione degli Ulivi. Annesso al Primo Impero francese, dal 13 giugno 1805 al 1814 il territorio venne inserito nel Dipartimento di Montenotte sotto l'arrondissement di Porto Maurizio. Nuovamente inglobato nel Regno di Sardegna dal 1815, così come stabilito dal Congresso di Vienna del 1814, confluì nel Regno d'Italia dal 1861. Dal 1859 al 1927 il territorio fu compreso nel I mandamento omonimo del circondario di Porto Maurizio facente parte della provincia di Porto Maurizio e, con la sua costituzione, della successiva provincia di Imperia.
Al 1928 risale la soppressione del comune di Ville San Sebastiano in favore di un suo accorpamento nel territorio di Borgomaro come frazione.

## Monumenti e luoghi d'interesse

### Architetture religiose
- Chiesa di San Sebastiano, il cui primo impianto risale al XV secolo, ma rifatto nel corso del XVII secolo in stile barocco.
- Oratorio di San Carlo, sede della confraternita dei Disciplinanti.
- Cappella-santuario della Madonna della Neve, o della Madonnetta, al cui interno è custodita la statua marmorea della Madonna col Bambino, datata al Seicento.

## Cultura

### Eventi
- Festa di san Sebastiano.

## Infrastrutture e trasporti

### Strade
Ville San Sebastiano è situato lungo la strada provinciale 24, che collega il centro frazionario con l'altra frazione di Maro Castello e, verso ovest, innestandosi con la SP 25 con Ville San Pietro.